# Lil' Flip
Lil' Flip, født som Wesley Weston, Jr. den 3. marts 1981 er en amerikansk hiphop-kunstner og rapper fra Houston, Texas i USA. Hans første album The Leprechaun solgte 100.000 eksemplarer og gjorde ham landskendt. Lil' Flip er også en spillebar figur i spillet Def Jam: Fight for NY fra 2004.

## Diskografi
- 2000: The Leprechaun
- 2002: Underground Legend
- 2004: U Gotta Feel Me
- 2007: I Need Mine